# Boonkua Lourvanij
Boonkua Lourvanij (taj. บุญเกื้อ เหล่าวานิช; ur. 9 sierpnia 1930 w Bangkoku, zm. 7 kwietnia 2015) – tajski strzelec, olimpijczyk.
Startował na igrzyskach w 1968 roku (Meksyk) i 1972 roku (Monachium). W Meksyku zajął 49. miejsce w skeecie, a w Monachium zajął 55. pozycję w trapie.
Był jednym z członków założycieli tajskiego związku strzelania do rzutek (Thailand Skeet & Trap Shooting Association).

## Wyniki olimpijskie
| Igrzyska | Konkurencja | Wynik       | Miejsce    | Źródło |
| -------- | ----------- | ----------- | ---------- | ------ |
| IO 1968  | Skeet       | 150 punktów | 49 (na 52) | [ 2 ]  |
| IO 1972  | Trap        | 145 punktów | 55 (na 57) | [ 3 ]  |